# Roadracing-VM 1996
Världsmästerskapen i Roadracing 1996 arrangerades av Internationella motorcykelförbundet och innehöll klasserna 500GP, 250GP och 125GP i Grand Prix-serien samt Superbike, Endurance och Sidvagn. VM-titlar delades ut till bästa förare och till bästa konstruktör. Gran Prix-serien kördes över 15 omgångar. Den inleddes med en Asienturné, där man för sista gången körde Malaysias Grand Prix på Shah Alam-banan.
| Klass     | Mästare individuellt                        | Mästare konstruktörer |
| --------- | ------------------------------------------- | --------------------- |
| 500GP     | Mick Doohan (Honda)                         | Honda                 |
| 250GP     | Max Biaggi (Aprilia)                        | Honda                 |
| 125GP     | Haruchika Aoki (Honda)                      | Aprilia               |
| Superbike | Troy Corser (Ducati)                        | Ducati                |
| Endurance | Brian Morrison (Kawasaki)                   | -                     |
| Sidvagn   | Darren Dixon/Andy Hetherington (Windle/ADM) | -                     |

## 500 GP
Mästare i den stora klassen blev för det tredje året i följd Mick Doohan ifrån Australien.

### Delsegrare
| Bana           | Vinnare         | Märke  |
| -------------- | --------------- | ------ |
| Shah Alam      | Luca Cadalora   | Honda  |
| Sentul         | Mick Doohan     | Honda  |
| Suzuka         | Norifumi Abe    | Yamaha |
| Jerez          | Mick Doohan     | Honda  |
| Mugello        | Mick Doohan     | Honda  |
| Paul Ricard    | Mick Doohan     | Honda  |
| Assen          | Mick Doohan     | Honda  |
| Nürburgring    | Luca Cadalora   | Honda  |
| Donington Park | Mick Doohan     | Honda  |
| Salzburgring   | Àlex Crivillé   | Honda  |
| Brno           | Àlex Crivillé   | Honda  |
| Imola          | Mick Doohan     | Honda  |
| Barcelona      | Carlos Checa    | Honda  |
| Rio de Janeiro | Mick Doohan     | Honda  |
| Eastern Creek  | Loris Capirossi | Yamaha |

### Slutställning
| Placering | Förare            | Team                | Poäng |
| --------- | ----------------- | ------------------- | ----- |
| 1         | Mick Doohan       | Repsol Honda        | 309   |
| 2         | Àlex Crivillé     | Repsol Honda        | 245   |
| 3         | Luca Cadalora     | Kanemoto Honda      | 168   |
| 4         | Alex Barros       | Pileri Honda        | 158   |
| 5         | Norifumi Abe      | Marlboro Yamaha     | 148   |
| 6         | Scott Russell     | Lucky Strike Suzuki | 133   |
| 7         | Tadayuki Okada    | Repsol Honda        | 132   |
| 8         | Carlos Checa      | Fortuna Honda       | 124   |
| 9         | Jean-Michel Bayle | Marlboro Yamaha     | 110   |
| 10        | Loris Capirossi   | Marlboro Yamaha     | 98    |

## 250GP
Max Biaggi vann titeln för tredje året i rad, dock bara 6 poäng före tysken Ralf Waldmann.

### Delsegrare
| Bana           | Vinnare        | Märke   |
| -------------- | -------------- | ------- |
| Shah Alam      | Max Biaggi     | Aprilia |
| Sentul         | Tetsuya Harada | Yamaha  |
| Suzuka         | Max Biaggi     | Aprilia |
| Jerez          | Max Biaggi     | Aprilia |
| Mugello        | Max Biaggi     | Aprilia |
| Paul Ricard    | Max Biaggi     | Aprilia |
| Assen          | Ralf Waldmann  | Honda   |
| Nürburgring    | Ralf Waldmann  | Honda   |
| Donington Park | Max Biaggi     | Aprilia |
| A1-Ring        | Ralf Waldmann  | Honda   |
| Brno           | Max Biaggi     | Aprilia |
| Imola          | Ralf Waldmann  | Honda   |
| Barcelona      | Max Biaggi     | Aprilia |
| Rio de Janeiro | Olivier Jacque | Honda   |
| Eastern Creek  | Max Biaggi     | Aprilia |

### Slutställning
| Placering | Förare         | Märke   | Poäng |
| --------- | -------------- | ------- | ----- |
| 1         | Max Biaggi     | Aprilia | 274   |
| 2         | Ralf Waldmann  | Honda   | 268   |
| 3         | Olivier Jacque | Honda   | 193   |
| 4         | Jurgen Fuchs   | Honda   | 174   |
| 5         | Tohru Ukawa    | Honda   | 142   |
| 6         | Luis D'Antin   | Honda   | 138   |
| 7         | Nobuatsu Aoki  | Honda   | 105   |
| 8         | Tetsuya Harada | Yamaha  | 104   |

## 125GP
En av bröderna Aoki, Haruchika blev mästare i en trippelseger för Japan. Valentino Rossi tog sin första seger i Tjeckien.

### Delsegrare
| Bana           | Vinnare          | Märke   |
| -------------- | ---------------- | ------- |
| Shah Alam      | Stefano Perugini | Aprilia |
| Sentul         | Masaki Tokudome  | Aprilia |
| Suzuka         | Masaki Tokudome  | Aprilia |
| Jerez          | Haruchika Aoki   | Honda   |
| Mugello        | Peter Öttl       | Aprilia |
| Paul Ricard    | Stefano Perugini | Aprilia |
| Assen          | Emilio Alzamora  | Honda   |
| Nürburgring    | Masaki Tokudome  | Aprilia |
| A1-Ring        | Ivan Goi         | Honda   |
| Brno           | Valentino Rossi  | Aprilia |
| Imola          | Masaki Tokudome  | Aprilia |
| Barcelona      | Tomomi Manako    | Honda   |
| Rio de Janeiro | Haruchika Aoki   | Honda   |
| Easter Creek   | Garry McCoy      | Aprilia |

### Slutställning
| Placering | Förare           | Märke   | Poäng |
| --------- | ---------------- | ------- | ----- |
| 1         | Haruchika Aoki   | Honda   | 220   |
| 2         | Masaki Tokudome  | Aprilia | 193   |
| 3         | Tomomi Manako    | Honda   | 167   |
| 4         | Emilio Alzamora  | Honda   | 158   |
| 5         | Jorge Martínez   | Aprilia | 131   |
| 6         | Stefano Perugini | Aprilia | 128   |